# Argyreia baronii
Argyreia baronii là một loài thực vật có hoa trong họ Bìm bìm. Loài này được Deroin mô tả khoa học đầu tiên năm 1993.